# Wilhelmsglücksbrunn
Wilhelmsglücksbrunn ist ein ehemaliges Gut und ein Naturschutzgebiet in der Flur von Creuzburg, Stadt Amt Creuzburg, im Wartburgkreis in Thüringen.

## Geographie
Wilhelmsglücksbrunn liegt im Tal der Werra, im Norden des Wartburgkreises in Thüringen. Bei der Ortslage mündet in diese als rechter Zufluss der Salzgraben ein, er wurde als Flößholzweg für die Saline errichtet. Höchste Erhebung ist der Hopfenberg an der Flurgrenze zu Spichra (250 m ü. NN). Die geographische Höhe des Ortes beträgt 195 m ü. NN. Der Anschluss an das Straßennetz erfolgt von Creuzburg über die Bundesstraße 7, ein nach dem drei Kilometer entfernten Nachbarort Spichra führender Weg ist nur für land- und forstwirtschaftlichen Verkehr freigegeben und wird zudem als Wander- und Radweg genutzt.
Durch den Kontakt von oberflächennahen Salzstöcken bildeten sich Salzquellen und es kommt gelegentlich zum Einbrechen von Hohlräumen, die als Erdfälle registriert werden. Die damit verbundene natürliche Absenkung von Geländepartien im Umkreis der Siedlung führte auch zur Entstehung von Binnensalzstellen und Brackwasserzonen mit seltenen Pflanzen, die auch regelmäßige Überflutungen bei Werra-Hochwasser überstehen müssen. Am Rand des Gutes befindet sich seit alters auch ein Teich.

## Geschichte

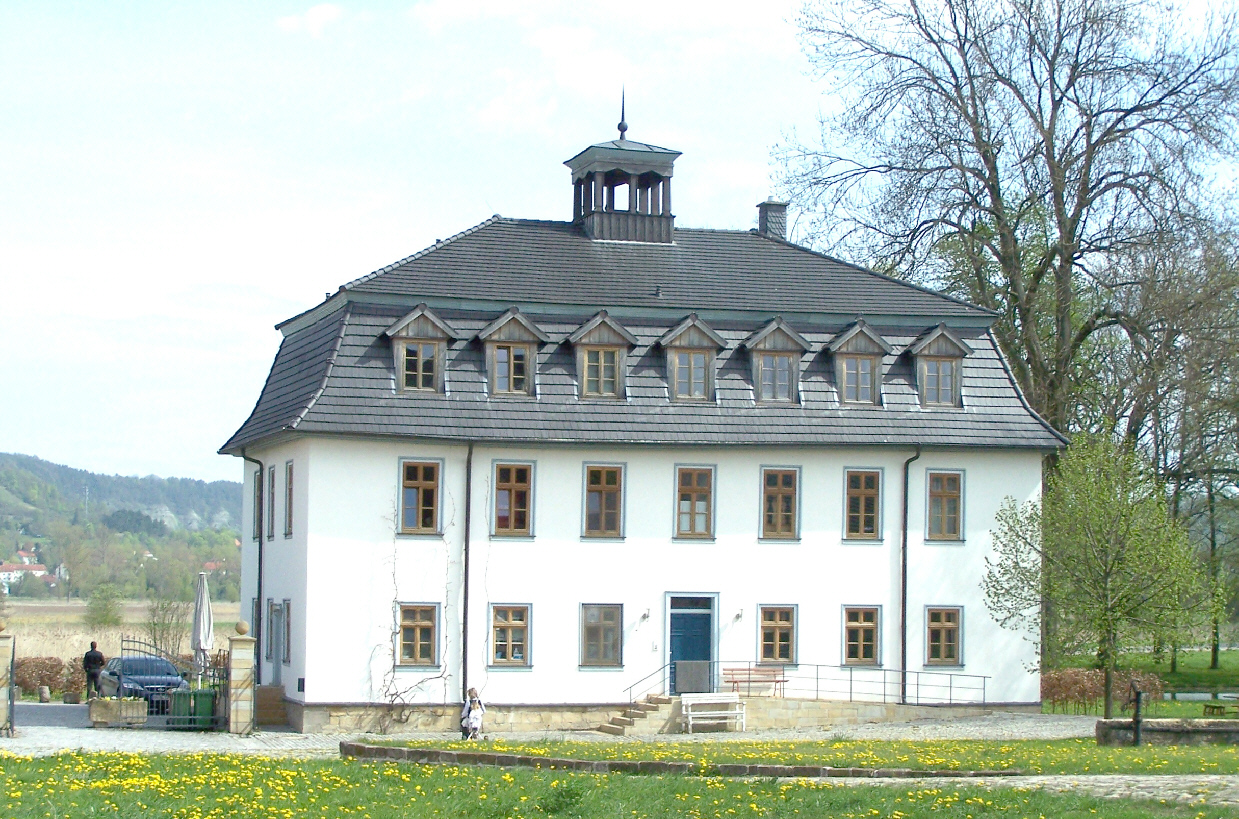
Restauriertes Hauptgebäude der Saline

Im Werratal, etwa zwei Kilometer südwestlich der Stadt, wurden bereits im Spätmittelalter salzhaltige Quellen entdeckt, deren Nutzung erstmals 1426 urkundlich belegt ist. Begüterte Creuzburger Bürger begannen mit Zustimmung des Landesherrn und beraten von auswärtigen Spezialisten mit dem Aufbau einer Saline. Nach anfänglichen Schwierigkeiten produzierte das Werk nach einem im XII. Buch bei Georgius Agricola (De re metallica libri XII) beschrieben Verfahren unter Verwendung von Schöpfwerken und Siedepfannen. Diese erste Saline musste aber bereits in der Mitte des 16. Jahrhunderts wegen finanzieller Probleme aufgegeben werden.
Nach mehreren, auch durch Krieg, Pest und Naturkatastrophen vereitelten Versuchen erlangte die Creuzburger Saline unter dem Bergbau- und Salinenexperten Freiherr Joachim Friedrich von Beust um 1730 eine bis dahin nie erreichte wirtschaftliche Blüte. Mit der Dorngradierung, einem von Beust erdachten Verfahren, war das Gradierwerk die zu dieser Zeit effizienteste Lösung der Soleanreicherung. Die Wirtschaftlichkeit der Saline und die Qualität des Salzes konnten enorm gesteigert werden. Zur Ehre des Landesherrn, des sächsischen Herzogs Johann Wilhelm, wurde die Saline bei Creuzburg auf den Namen „Wilhelmsglücksbrunn“ umbenannt.
Durch Förderung und Ausbau des Gradierwerkes und Erschließung weiterer Solequellen war der Betrieb bis zum Ausscheiden Beusts 1736 jährlich weiter gesteigert worden. Den Nachfolgern fehlte das Glück und technische Wissen, hinzu kamen Schäden durch Hochwasser und technischen Verschleiß an den Anlagen. Um 1800 wurde ein letzter, aber vergeblicher Versuch unternommen, das Unternehmen noch einmal in Gang zu bringen.
Nach dem Verkauf an Privatleute wurden 1843 der Salinenbetrieb eingestellt und die technischen Anlagen abgebaut. Von der ursprünglichen Anlage blieben bis heute nur das Verwaltungsgebäude, einige Dämme und Wassergräben erhalten. Das Gelände wurde in einen landwirtschaftlichen Betrieb umgestaltet.
Im Jahre 1905 wurde in Eisenach die Kurbad Eisenach GmbH gegründet. Sie erwarb die Nutzungsrechte für die als Großherzogin-Karolinen-Quelle gefasste Mineralwasserquelle bei Wilhelmsglücksbrunn. Am 8. Juli 1906 konnte der Kurbetrieb in Eisenachs Südstadt in der dort neu gebauten Wandelhalle eröffnet werden, doch bereits nach dem Ersten Weltkrieg wurde der Kurbetrieb eingestellt.
Die Steilhänge des Spatenberges dienten im April 1945 als vorgeschobene Verteidigungsstellung einer Wehrmacht-Einheit beim vergeblichen Versuch, den Vormarsch der amerikanischen Angriffsspitze und die Schaffung eines Brückenkopfes bei Creuzburg zu vereiteln.
Der damalige Pächter des Gutes Wilhelmsglücksbrunn Werner Prügelmann schrieb um 1946/47 seine Erinnerungen als Augenzeuge vom Kriegsende in Creuzburg nieder:
… aus Sicherheitsgründen wurde empfohlen, das Gut von Zivilpersonen zu räumen, da schwere Kämpfe zu erwarten seien und die vorhandenen Keller nicht einmal Schutz gegen Artilleriefeuer für die anwesenden Personen bieten konnten. Auf dem Hof waren anwesend: meine Familie … im ganzen achtundfünfzig Personen. … Während dieser Zeit waren auf dem Hof zurückgeblieben, der Obermelker und der Pole zur Versorgung des Viehbestandes, zwei Trierer Frauen und ein russisches Ehepaar.  Bis auf einige Dachschäden blieb das Gut unbeschädigt. … Während der Abwesenheit hatten deutsche Soldaten alle Kommoden und Schränke durchwühlt, sämtliche Vorräte verschleppt, … ein Schwein geschlachtet und alles in einem fürchterlichen Zustand hinterlassen. Erst am Donnerstag erschienen unter schwerster Bewaffnung die ersten Amerikaner auf dem Hof. … Ohne Widerstand gaben sich alle 15 deutsche Soldaten gefangen. Dann wurden die Waffen von den Amerikanern zerschlagen und das Haus untersucht, … Einige Tieffliegerangriffe der deutschen Luftwaffe (folgten) … Unsere Gebäude erhielten dabei noch zahlreiche Treffer von Leuchtspurgeschossen. … So verbrachten wir allerlei Erlebnisse bis zur Zonenbesetzung durch die sowjetische Militäradministration.
Nach dem Ende des Zweiten Weltkrieges diente der Gutshof zunächst als Notquartier für obdachlose Creuzburger und Heimatvertriebene, der damalige Besitzer wurde enteignet. Nach der Zerschlagung des Gutes und der Aufteilung des Landes an geflüchtete Umsiedler aus den deutschen Ostgebieten übernahm eine Creuzburger LPG die Bewirtschaftung der Ländereien. Die im Sperrgebiet befindlichen Gebäude waren zeitweise auch für Creuzburger Einwohner nur mit gültigem Passierschein zu erreichen. Als Folge fehlender Aufsicht und der landwirtschaftlichen Bodenbearbeitung wurden die ehemaligen Flut- und Abzugsgräben verschlammt, die als Weidefläche genutzten Uferwiesen wurden sumpfig und konnten nicht mehr für die Viehwirtschaft genutzt werden.
Anfang der 1990er Jahre stand der Abbruch der maroden Bausubstanz des Hauptgebäudes vom Gutshof bevor, er konnte durch den Kauf des Gutshofes durch die DIAKONIA Thüringen verhindert werden und das barocke Gebäude wurde liebevoll und aufwändig saniert. Die angrenzenden Wirtschaftsgebäude und Stallungen wurden als Werkhof und Wohnheim eingerichtet.
Im Hauptgebäude entstand ein Hotel, das 2012 als erstes Haus das Prädikat „Thüringer Biohotel“ verliehen bekam.

## Sehenswürdigkeiten
- Die unmittelbare Umgebung von Wilhelmsglücksbrunn wird von der Werra-Aue geprägt. Eine mehrere Hektar große verschilfte und von jährlicher Überflutung betroffene Fläche nördlich der Zufahrtsstraße befindet sich unter Naturschutz.
- Auf Initiative der Naturschützer gelang es mit einem Nistangebot Störche in Wilhelmsglücksbrunn „anzusiedeln“. Die drei 2012 geschlüpften Jungstörche wurden von den Creuzburger Schulkindern über die Sommermonate beobachtet, es wurde sogar eine Facebook-Seite über die Störche eingerichtet.[8]